# Lesní školka

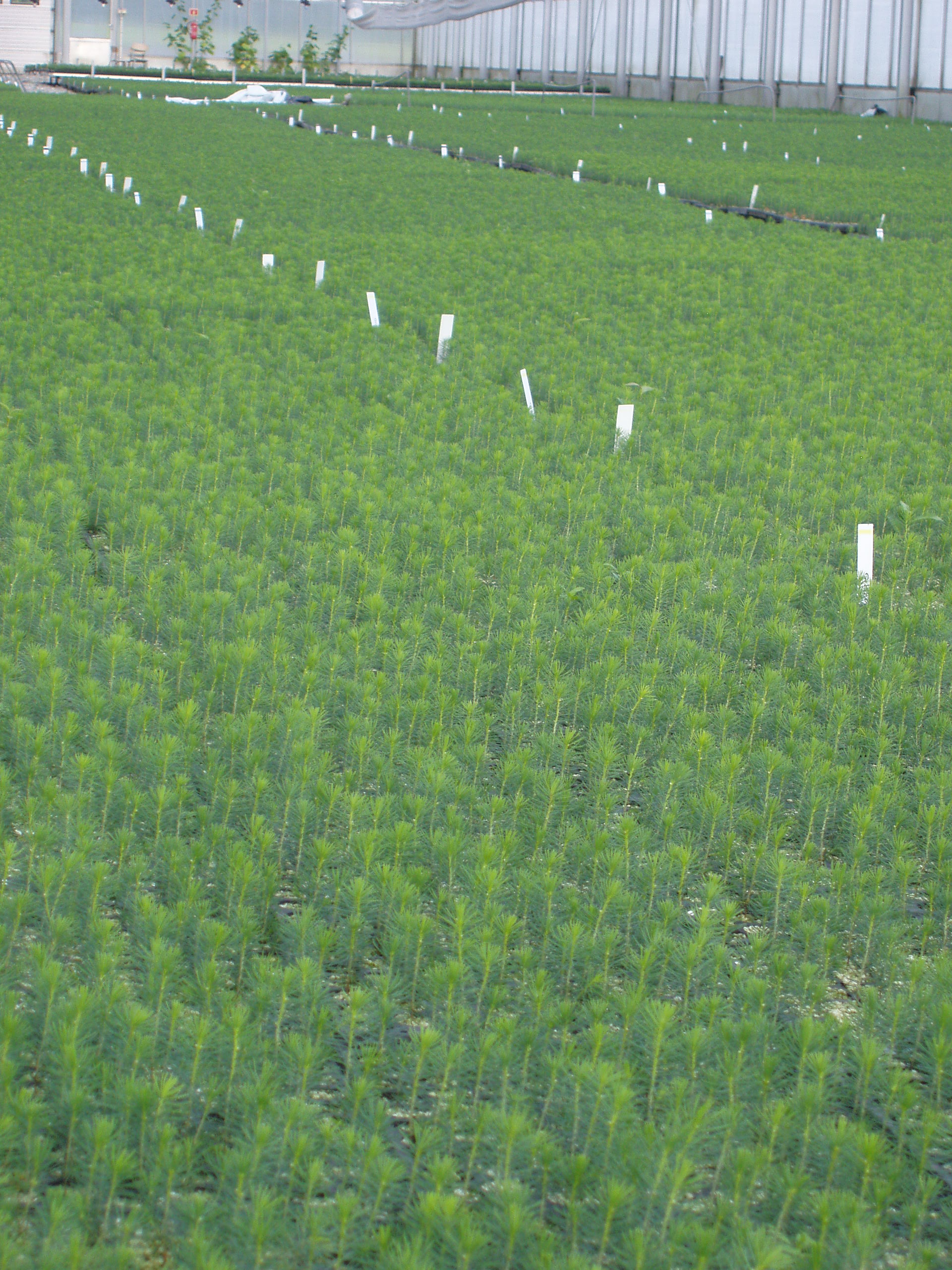
školkované semenáčky

Lesní školka je specializovaný provoz, jehož účelem je pěstování sazenic lesních dřevin pro umělou obnovu lesa. První pokusy pěstování sazenic probíhaly v letech 1790 až 1850, kdy se zakládaly dočasné školky a semeniště pouze pro obnovu určitých porostů. Původně, před nástupem zemědělské a specializované mechanizace, se k pěstování sazenic využívalo menších vhodných ploch v lesích a lesnich "políček". Postupně vývoj dospěl k budování rozlehlých školkařských podniků i když některé "staré" školky (s nutně vysokým podílem manuální práce) jsou stále využívány drobnými vlastníky lesa nebo je využívají neziskové organizace k pěstování sazenic ohrožených a mizejících druhů dřevin (jedle, tis, jilmy…) v místních podmínkách.

## Pěstování sazenic
Periodický proces pěstování sazenic v lesní školce lze rozdělit do základních školkařských operací:

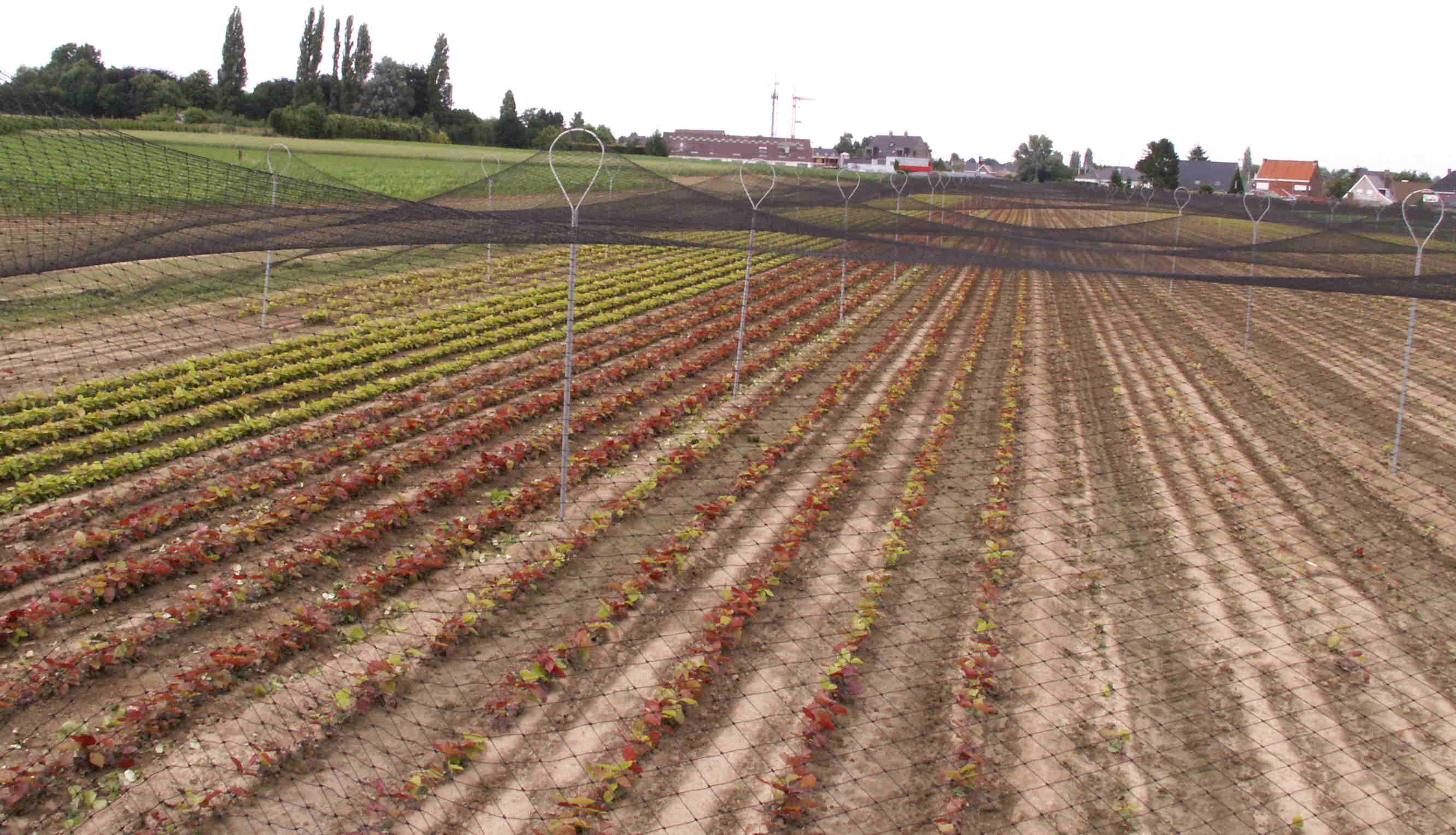
ochrana výsevů a sazenic sítí

- Příprava půdy – cílem je vytvořit optimální podmínky pro síji a další vývoj a pěstování semenáčků. Provádí se nejčastěji tyto operace: orba, rotavátorování, smykování, vláčení, válcování, hnojení, dezinfekce, ruční úprava (doladění) záhonů.
- Výsev semen – o kvalitě síje rozhoduje kvalita vysévaného semene (klíčivost), jeho předosevní příprava, příprava půdy, vlastní secí prostředek (seřízení, výška zásypky) i obsluha stroje.
- Školkování – vyzvednuté, vytříděné a upravené semenáčky se přesazují (rozesazují) na záhony tak, aby měly dostatek prostoru v půdě i nad ní. Cílem je vypěstovat ze semenáčku kvalitní, výsadby schopnou prostokořennou sazenici.
- Podřezávání sazenic – mechanické zkracování kořenů semenáčků a sazenic ostrým nástrojem (čepelí) na záhonech bez vyzvedávání. Cílem je vytvořit mohutnější kořenový systém, bez dlouhých tenkých kořenů.
- "Sklizeň" – představuje soubor úkonů od vyzvedávání, třídění a ošetřování po nakládání, rozvoz a zakládání v porostech.[1]

## Lokalita
Lesní školky se obvykle zřizují na lesních pozemcích ale i na zemědělské půdě. Pro zřízení školky je výhodou rovinatý terén s propustnými (hlinito - písčitými) půdami. Důležitý je také zdroj vody pro zavlažování, přípojka elektřiny a dobrá dopravní dostupnost. Samozřejmostí je důkladné oplocení chránící sazenice a semenáčky před zvěří a případnými nenechavci.

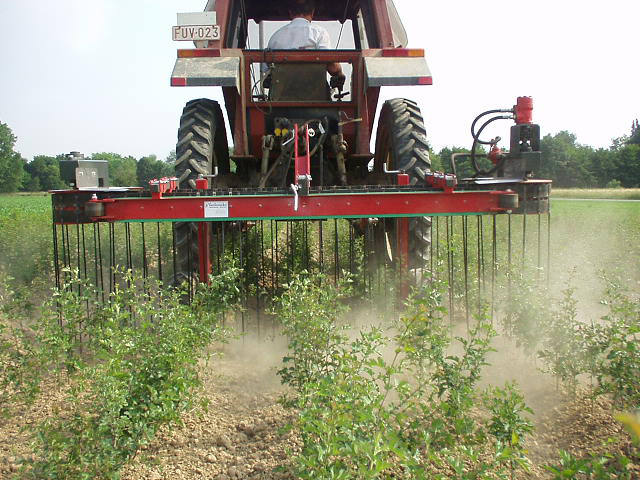
postřik prováděný speciálním nosičem nářadí

## Vybavení
Vybavení a mechanizace je v podstatě obdobná jako u zahradnických podniků specializovaných na pěstování sazenic okrasných dřevin (foliovníky, pařeniště, pluhy, brány, kultivátory, motorizované nosiče nářadí, secí a sázecí stroje, zavlažovací systémy, stroje pro balení sazenic, možnost stínění záhonů sítěmi...). V moderních školkách je i zázemí pro pracovníky, dílny pro mechanizaci, prostory pro přípravu substrátů, haly pro třídění a balení sadebního materiálu, sněžné jámy (pro uchování sazenic), sklady chemikálií (hnojiva, pesticidy...) a obalů (RCK, plastové kelímky, výsadbové kontejnery...), klimatizované sklady sazenic a osiva atp.

## Původ osiva
V minulosti bylo pro obnovu lesa v některých oblastech (např. Orlické hory, Krkonoše…) používáno proveniečně nevhodné osivo. Většina takto vzniklých porostů nevhodných ekotypů vykazuje nízkou odolnost proti škodlivým činitelům a velmi slabou produkci dřeva. Proto pro umělou obnovu musí být používáno výhradně osivo z uznaných semenných porostů ze stejné lesní oblasti při respektování vegetační stupňovitosti. Původ osiva a sazenic se po celou dobu od sběru až po výsadbu dokládá příslušnými dokumenty zaručujícími původ.